# مهدی فتحی
مهدی‌قلی فتحی (زاده ۲۵ آذر ۱۳۱۸ تهران – درگذشته ۲۹ اسفند ۱۳۸۲ تهران) بازیگر و گوینده اهل ایران بود.

## زندگی
مهدی فتحی زاده سال ۱۳۱۸ در تهران، در سال ۱۳۳۷ با ورود به «هنرکده آزاد هنرپیشگی آناهیتا» به‌طور رسمی و حرفه‌ای کار تئاتری خود را آغاز کرد. او در تئاتر آناهیتا در نمایش‌های اتللو، هیاهوی بسیار برای هیچ، طبقه ششم، روبهک‌ها، صاحب مهمانخانه، تانیا و سلمانی شهر سویل به صحنه رفت و نیز در بیش از بیست تئاتر تلویزیونی در آن سالها حضور داشت. فتحی در آن سالها بازی در فیلم «زن خون‌آشام» به کارگردانی مصطفی اسکویی را نیز تجربه کرد، تدریس به عنوان استاد فن بیان در هنرکده آناهیتا و دانشکده هنرهای دراماتیک در کارنامه او وجود دارد و می‌توان او را یکی از استادان شاخص فن بیان تاریخ تئاتر ایران برشمرد.
از سال ۱۳۶۶ خورشیدی تقریباً در سن ۴۸ سالگی مهدی فتحی بازی در جلوی دروبین را به‌طور جدی با «تحفه‌ها» شروع کرد که بعد از آن در «کشتی آنجلیکا» (محمد بزرگ نیا) خوش درخشید. دوران پرکاری او بعد از وقفه‌ای طولانی، با شرکت در سریال‌های تلویزیونی که مهمترین آن سریال امام علی و فیلم سینمایی آدم‌برفی بود، آغاز شد که بعد از آن، به غیر از تحسین خواص، در بین عموم مردم نیز مقبولیت و محبوبیت و شهرت پیدا کرد. فتحی در سال ۱۳۶۷ در نمایشنامه «تاریکی‌های سرکش» به کارگردانی مهین اسکویی ایفای نقش نمود که به روی صحنه نرفت. نمایش «دندون طلا» به کارگردانی داوود میر باقری و بازی در نقش ژان والژان در نمایش بینوایان به کارگردانی بهروز غریب پور از دیگر فعالیت‌های نمایشی وی در سالهای واپسین زندگی‌اش بود.

## بیماری و مرگ
مهدی فتحی از ناراحتی قلبی رنج می‌برد و در سال ۱۳۸۱ چند روزی را نیز در بیمارستان ایران‌مهر بستری بود. وی در آخرین روز سال ۱۳۸۲، به دلیل همان بیماری قلبی در ۶۴ سالگی در بیمارستان شهدای تجریش تهران درگذشت. پیکرش در تاریخ ۳ فروردین ۱۳۸۳ در قطعه هنرمندان بهشت زهرا به خاک سپرده شد.

## کارنامه هنری

### سینما
- به من نگاه کن (۱۳۸۲)
- عزیزم من کوک نیستم (۱۳۸۰)
- اعتراض (۱۳۷۸)
- زشت و زیبا (۱۳۷۷)
- خلبان (۱۳۷۶)
- شیخ مفید (۱۳۷۴)
- آدم‌برفی (۱۳۷۳)
- روز واقعه (۱۳۷۳)
- زینت (۱۳۷۲)
- مستأجر (۱۳۷۱)
- اوینار (۱۳۷۰)
- شانس زندگی (۱۳۷۰)
- مدرسه پیرمردها (۱۳۷۰)
- در آرزوی ازدواج (۱۳۶۹)
- دخترک کنار مرداب (۱۳۶۸)
- دستمزد (۱۳۶۸)
- کاکلی (۱۳۶۸)
- کشتی آنجلیکا (۱۳۶۷)
- تحفه‌ها (۱۳۶۶)
- زن خون‌آشام (۱۳۴۶)

### تلویزیون
- با سلسله حکمت (۱۳۶۸–۱۳۶۶؛ مجموعهٔ نمایشی)
- زندگی (۱۳۷۴)
- خورشید شب (۱۳۷۴)
- امام علی (۱۳۷۵–۱۳۷۰)
- پرده عجایب (۱۳۷۶؛ تله‌تئاتر؛ اپیزودهای جشن سالگرد و گفتگوی شبانه)
- به‌سوی افتخار (۱۳۷۷)
- زمان شوریدگی (۱۳۷۸)[۳]
- خانه پدری (۱۳۷۹)
- خانه آرزوها (۱۳۸۰)
- راز شیوا (۱۳۸۰)
- هزاران چشم (۱۳۸۰)
- دریایی‌ها (۱۳۸۱)
- مزرعه آفتابگردان (۱۳۸۲)

### گویندگی
- نقش سلطان در کتاب صوتی شازده کوچولو برگردان احمد شاملو
- گویندگی در آلبوم چاووش ۲ (اجرای گروه شیدا به سرپرستی استاد محمدرضا لطفی، آواز محمدرضا شجریان و شهرام ناظری)

## جایزه‌ها
• برنده «جایزه یک عمر فعالیت هنری»
(ششمین دوره جشن سینمایی‌تلویزیونی دنیای تصویر - ۱۳۸۱)

• نامزد «سیمرغ بلورین بهترین بازیگر نقش مکمل مرد» برای بازی در فیلم سینمایی «اعتراض»
(هجدهمین دوره جشنواره بین‌المللی فیلم فجر - ۱۳۷۸)

• نامزد «سیمرغ بلورین بهترین بازیگر نقش اول مرد» برای بازی در فیلم سینمایی «تحفه‌ها»
(ششمین دوره جشنواره بین‌المللی فیلم فجر - ۱۳۶۶)

• نامزد «تندیس زرین بهترین بازیگر نقش مکمل مرد» برای بازی در فیلم سینمایی «آدم‌برفی»
(دومین دوره جشن خانه سینمای ایران - ۱۳۷۷)